# Osvaldo Cavandoli
Osvaldo Cavandoli znany także pod pseudonimem Cava (ur. 1 stycznia 1920, zm. 3 marca 2007) – włoski rysownik. Jego najbardziej znanym dziełem jest seria około 150 krótkich kreskówek La Linea.
Cavandoli urodził się w Maderno sul Garda we Włoszech, lecz gdy miał dwa lata przeprowadził się do Mediolanu (później został honorowym obywatelem tego miasta). Od 1936 do 1940 pracował jako projektant techniczny w firmie samochodowej Alfa Romeo. Gdy w 1943 odkrył swój talent do tworzenia kreskówek, nawiązał współpracę z Nino Pagot, który później stworzył japońską kreskówkę Calimero. W 1950 rozpoczął samodzielną pracę jako reżyser i producent. Sławę zdobył dopiero dzięki serii La Linea – prostej kreskówce, która po raz pierwszy pojawiła się w 1969. W 1978 i 1988 stworzył dwie nowe serie: Sexlinea i Eroslinea.